# 93-тя дивізія протиповітряної оборони (РФ)
93-тя дивізія протиповітряної оборони — тактичне з'єднання Повітряно-космічних сил Російської Федерації.
Умовне найменування — Військова частина № 03103 (в/ч 03103). Скорочене найменування — 93 дппо.
Частини дивізії дислокуються у Приморському краї. Управління з'єднання розташоване у Владивостоці.

## Історія
1 лютого 1957 на підставі наказу Міністра Оборони СРСР було сформовано з'єднання протиповітряної оборони на Приморському напрямку.
Військовослужбовці з'єднання у різні роки брали участь у бойових діях у Кореї, на Кубі, у В'єтнамі, Єгипті, Сирії, Ефіопії, Анголі, Афганістані. З моменту створення бригади орденами та медалями нагороджено понад 10 тис. військовослужбовців з'єднання, а 22 особи стали Героями Радянського Союзу.
У 2009 році дивізію переформували у 12-у бригаду повітряно-космічної оборони (ПКО), але вже у 2014 році з'єднанню повернули колишнє найменування 93-ї дивізії ППО.

## Склад
- 1533-й гвардійський зенітний ракетний полк, в/ч 40083 (Золота Долина)[3]
- 589-й зенітний ракетний полк (в/ч 83266), місто Находка;
- 344-й радіотехнічний полк (в/ч 30986[4]), місто Артем[5].